# Örnen (ballong)

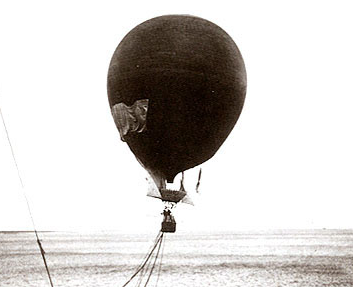
Örnen efter starten

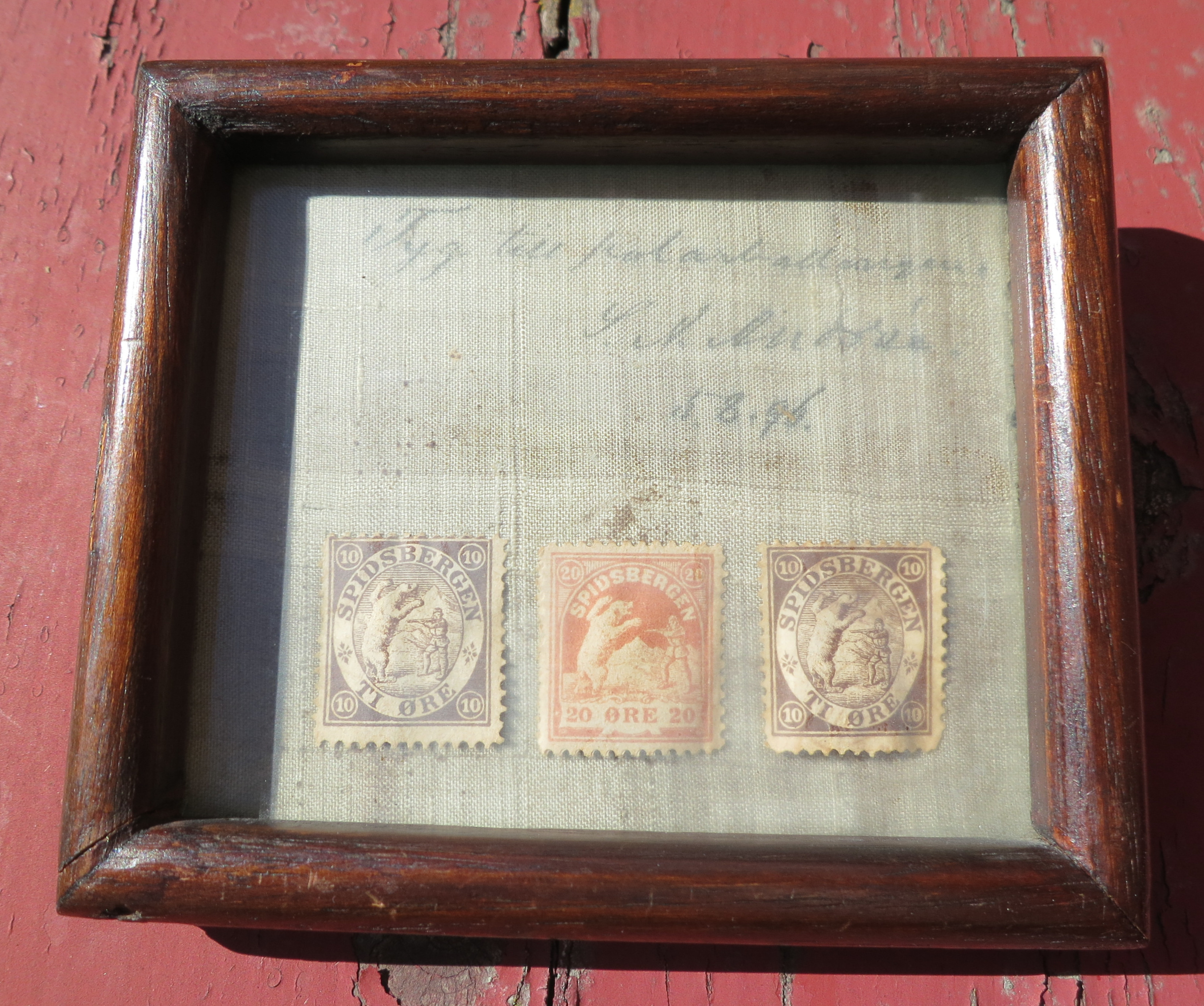
Del av den tygväv som utgjorde Örnens ytmaterial

Örnen var den vätgasballong Salomon August Andrée använde vid sitt försök att flyga till Nordpolen 1897.

## Konstruktion
Ballongen Örnen tillverkades av den franska firman Henri Lachambre i Paris 1896–1897. Kostnaden för ballongen betalades till stor del av Vetenskapsakademien och sponsorer. Vid fabriken i Frankrike anställdes ingenjören Per Nordenfelt som svensk kontrollant. Ballongen var från början klotrund, men under hösten 1896 och våren 1897 ökade man på med ett par zoner vid ballongens ekvator varefter den blev avlång. 

### Tyg och gondol
Ballongen fick efter omkonstruktionen ett kubikinnehåll på 4 800 m³. Ballongen var sydd i kinesiskt siden där man till den övre delen använde tre lager siden. Till sömmarna användes silketråd som man täckte med fastlimmade sidenremsor. När ballongen var klar fernissades den i flera lager på både ut och insida. Över ballongen placerades ett nät av italiensk hampa som var genomdränkt av syrafri vaselin för att motverka fuktinträngning. Nätet avslutades nertill av 48 bärlinor som anslöts till bärringen som bar upp gondolen.
För att minska risken med is och snö på ballongens övre del placerade man en kalott av fernissat siden, som med hjälp av ballongens släplinor skakade loss eventuell snö och is. Kalotten gav även en viss isolering mot solens instrålning, vilket förhindrade att gasen utsattes för snabba värmeväxlingar. Om ballongen blir avkyld under sin normala temperatur sjunker den, och motsatt, om den blir uppvärmd genom solinstrålning, stiger den. 
Gondolen tillverkades av vide och spanskrör som man klädde med en presenning. Den var formad som en cylinder med ett svagt välvt tak. Gondolen bars upp av sex grova linor som var anslutna till bärringen. I observationshöjd på gondoltaket fanns en elastiskt upphängd instrumentring där expeditionens instrument monterades. I gondolen förvarades deltagarnas tillhörigheter samt där kunde man anordna tre sovplatser. 
För att dra nytta av vinden var ballongen utrustad med tre segel, ett mittsegel och två sidosegel med en total segelarea på 76 m². Seglen lutades bakåt upptill för att vindens tryck skulle hjälpa till att lyfta ballongen. Seglet ena del fästes i en bambustång som var monterad i bärringen. 

### Släplinor och ballast
Släplinorna som var anslutna till bärringen tillverkades av tågvirke. Sammanlagda vikten på de tre släplinorna var 850 kg och längden var 1000 meter. För att motverka att linorna trasslade in sig i varandra var de kapade i olika längder. Linornas övre del bestod av hampa medan den nedre delen var tillverkad av kokosfiber. För att hindra att ballongen fastnade, fanns i nedre delen av linan en brottanvisning samt i skarven mellan hampan och kokosdelen en gängad skarvmuff. Genom att från gondolen vrida runt linan räknade man med att man skulle kunna ta sig loss, ifall man fastnat ovanför brottanvisningen. Orsaken till att man tappade släplinorna strax efter starten var att den nedre delen av linan själv skruvade upp sig.
Man räknade med en normal flyghöjd över isen på 150 meter. Det innebar att 630 meter släplinor som vägde 535 kg bars upp av ballongen, medan 370 meter med vikten 315 kg skulle släpa mot isen/vattnet. Eftersom linorna förlorades strax efter starten kom barlastvikten, som släpade mot marken, att minska och ballongen fick en högre höjd.    

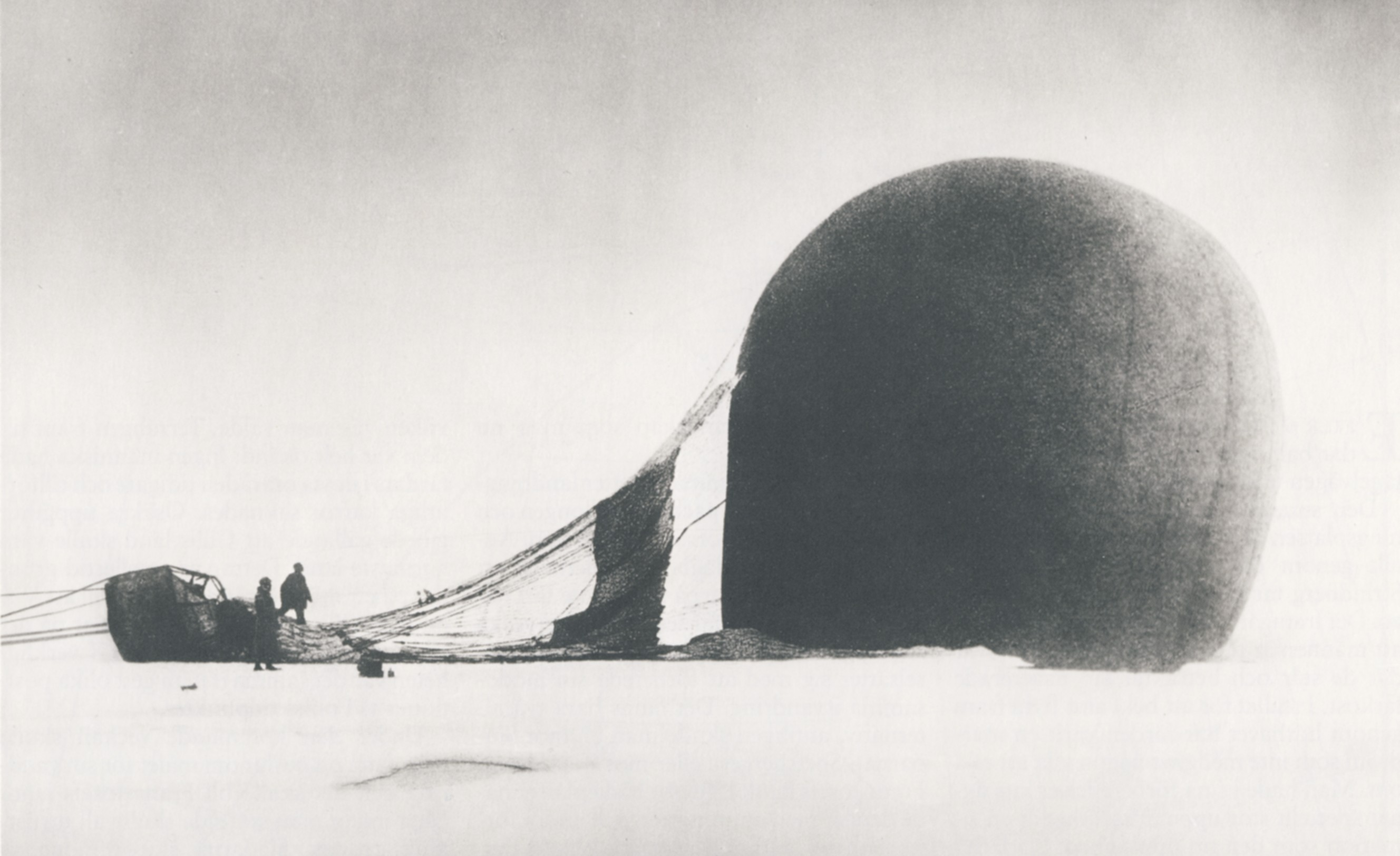
Andrée och Knut Frænkel med den kraschlandade ballongen på packisen. Kortet togs av expeditionens tredje medlem, Nils Strindberg. Filmen för detta foto, liksom många andra från den misslyckade expeditionen återfanns 1930.

Utöver funktionen som ballast var släplinornas uppgift att i viss mån styra ballongen och genom dess friktion mot marken ge ballongen en lägre hastighet.
Som en säkerhetsåtgärd utrustades ballongen med åtta stycken 70 meter långa ballastlinor. Dessa skulle avlasta ballongens vikt om den nådde lägre höjd än 70 meter. 

### Ventiler och repstege
Ballongen var utrustad med två manöverventiler som var placerade på olika höjd nära ekvatorn. När ballongen var tömd på gas till den övre manöverventilen kunde farkosten inte längre flyga.
Mellan de tre platserna gondolen, bärringen och bottenventilen fanns en repstege. För att inte ballongen skulle bli för tung användes olika tekniker för olika delar av ballongen. Till den övre delen användes tre lager kinesiskt siden, som fernissades två gånger på båda sidorna, medan den undre delen tillverkades av två lager siden och fernissades två gånger på yttre sidan och en gång på insidan. Bärringen kläddes in med en presenning som på insidan försågs med packfickor för mindre föremål, medan proviant och övrig utrustning förvarades på bärringens golv.
Andrée räknade på konstruktionsstadiet av ballongen att dess gasförlust till följd av diffusion och läckage skulle stanna på 60 kg under en tid av 30 dagar. Men det visade sig redan före avfärden från Spetsbergen att gasförlusten var 84 kg per dygn.

### Data
- Lyftkraft - 12 N/m3.
- Volym - 4 800 m³
- Last - 4 000 kg
- Max flygvikt - 5 000 kg
- Bärande medium - Vätgas producerad av svavelsyra, järnfilspån och vatten, gasen fyller ballongen.
- Genomsnittsfart - 2 m/s vid färden 1897, farten varierar med vindhastigheten och mängden släplinor som släpar längs marken.

## Örnen II
Örnen II var en varmluftsballong som konstruerades av Janne Balkedal för att användas vid inspelningen av Jan Troells film om Andrée 1982.
Att tillverka en vätgasballong för inspelningen var uteslutet på grund av kostnaden. En nytillverkad ballong beräknades kosta 300 000 kronor och en fyllning med gas omkring 15 000 kronor.
För filmens del krävdes det minst 40 uppstigningar. Producenten för filmen kontaktade Balkedal som kom med lösningen att tillverka en varmluftsballong, som till utseendet är en kopia av Andrées ballong.
Vid tillverkningen av ballongen var allt utom höljet och nätet tillverkat av autentiskt material. Av praktiska orsaker valde man dacron till höljet och ett nät av polyester. Trycket i en vätgasballong som Örnen är betydligt högre än i en varmluftsballong, därför kortade man ner nätet med två rader maskor, så att ballongen fyllde ut nätet. Färgen på Örnen i original var brunorange, men de svartvita foton man ser av ballongen lurar oss att tro att den var gråsvart. Örnen II har därför fått en mycket mörkare gråbrun färg än originalet, eftersom detta stämmer bättre med illusionen av Örnen. 
Örnen II kunde bara bära 800 kilo last, medan originalet lastade omkring 4 000 kg. Det medförde problem när man filmade med de tre skådespelarna. Balkedal låg dold uppe i tygfickorna i riggen med fjärrkontrollen till brännaren, medan de två övriga piloterna satt gömda i gondolen med en reservkontroll. För att dölja propanbrännaren, som inte finns på originalet, monterades den i vajrar 3 meter över höljets botten inne i ballongen. Detta medför att kopian bara kan flyga en timme innan brännaren slocknar på grund av syrebrist, eftersom höljet fylls med koldioxid. Brännaren fjärrmanövrerades elektriskt via en ledning som ser ut som linorna till gasventilen på en gasballong. Genom välvilja från Luftfartsverket är Örnen II troligen den enda luftfarkost som flugit helt lagligt i Sverige utan registreringsbeteckning. Örnen II typgodkändes i maj 1982 och gavs beteckning SE-ZXH. 

### Data
- Lyftkraft - 2-3 N/m3.
- Volym - ? m³
- Last - 800 kg
- Max flygvikt - 1 200 kg
- Bärande medium - Propangas som via en brännare värmer luften inne i ballongen.